# کاپل (نیدرزاکسن)
کاپل (به آلمانی: Cappel) یک منطقهٔ مسکونی در آلمان است که در Wurster Nordseeküste واقع شده‌است. کاپل  ۷۰۵ نفر جمعیت دارد.